# Scout X-3
Scout X–3 – amerykańska rakieta nośna rodziny Scout, całkowicie na paliwo stałe. Występowała w czterech wariantach:
- X-3 – podstawowy, czterostopniowy
- X-3A – z dodatkowym 5. stopniem Cetus
- X-3C – wariant z trzema pierwszymi członami; ciąg przy starcie: 380 kN; masa całk.: 17 000 kg; dł. całk. 22 m; wysokość orbity: 220 km
- X-3M – wariant czterostopniowy, z członem MG-18 zamiast członu Altair 1

## Chronologia
1. 31 sierpnia 1962, 16:25 GMT; s/n S114; miejsce startu: Wallops Flight Facility (LA3), USA
Ładunek: Reentry 2; Uwagi: start nieudany z powodu zbyt późnego włączenia się członu trzeciego – lot balistyczny; wersja X-3A
2. 16 grudnia 1962, 14:33:04 GMT; s/n S115; miejsce startu: Wallops Flight Facility (LA3), USA
Ładunek: Explorer 16; Uwagi: start udany
3. 19 grudnia 1962, 01:25:45 GMT; s/n S118; miejsce startu: Pacific Missile Range (LC-D), USA
Ładunek: Transit 5A; Uwagi: start udany
4. 19 lutego 1963, 16:33 GMT; s/n S126; miejsce startu: Pacific Missile Range (LC-D), USA
Ładunek: P35-3; Uwagi: start udany; wersja X-3M
5. 5 kwietnia 1963, 03:01 GMT; s/n S119; miejsce startu: Pacific Missile Range (LC-D), USA
Ładunek: Transit 5A-2; Uwagi: start nieudany – nie osiągnął orbity
6. 22 maja 1963, 03:00 GMT; s/n S116; miejsce startu: Wallops Flight Facility, USA
Ładunek: RFD-1; Uwagi: start udany
7. 16 czerwca 1963, 01:49:52 GMT; s/n S120; miejsce startu: Pacific Missile Range (LC-D), USA
Ładunek: Transit 5A-3; Uwagi: start udany
8. 20 lipca 1963, 05:44 GMT; s/n S110; miejsce startu: Wallops Flight Facility (LA3), USA
Ładunek: Reentry 3; Uwagi: start nieudany – rakieta zniszczona przez obsługę w kilka sekund po starcie, z powodu zejścia z kursu; wariant X-3A
9. 27 marca 1964, 17:25:23 GMT; s/n S127R; miejsce startu: Wallops Flight Facility (LA3), USA
Ładunek: Ariel 2; Uwagi: start udany
10. 9 października 1964, 04:04 GMT; s/n S130R; miejsce startu: Wallops Flight Facility (LA3), USA
Ładunek: RFD-2; Uwagi: start udany; wersja X-3C